# Оттон IV
Оттон IV Брауншвейгський (нім. Otto IV von Braunschweig; 1175/1176 — 19 травня 1218, Нижня Саксонія, Гарцбург) — король Німеччини (1198—1212) та імператор Священної Римської імперії (1209—1215), третій син Генріха Лева та Матильди Плантагенет, дочки англійського короля Генріха II; походив з однієї з найстаріших династій — Вельфів.

## Біографія
Оттон, третій син герцога Баварського Генріха Лева, провів дитинство і юність у свого дядька, англійського короля Річарда I Левове Серце. Він був так само схожий на Річарда відвагою й фізичною силою, а також запальністю й схильністю до буйства; був високий на зріст, його вважали чудовим вершником і майстром у всіх військових іграх, але при цьому він був людиною примхливою. У французьких володіннях дядька він засвоїв чужу мову й чужі звичаї. Річард любив його як сина, давши йому графство Пуату і титул герцога Аквітанського й ще хотів одружити його на доньці шотландського короля Маргарет, яку вважали спадкоємицею престолу, тому що король не мав синів.

### Коронація королем
У 1197 році, після смерті Генріха VI, супротивники Гогенштауфенів обрали Оттона німецьким королем. Він вирушив до Німеччини та у червні 1198 року його коронували в Аахені. Наступні десять років йому довелося провести в завзятій боротьбі зі своїм супротивником Філіпом Гогенштауфеном. Оттон не мав у ній успіху й був уже близьким до повної поразки, коли в червні 1208 році прийшла звістка про раптову смерть Філіпа, якого вбив у своєму палаці пфальцграф Оттон VIII Віттельсбах. Після цього князі Гогенштауфенської партії вимушені були примиритися з Оттоном.
У вересні на Гальберштадському з'їзді йому скорилися саксонські й тюрінзькі князі. Слідом за тим Оттона визнали королем князі рейнських областей і південної Німеччини. На франкфуртському з'їзді відбулося остаточне примирення.
Оттон одружився з донькою Філіпа, десятилітньою Беатріс, і одержав за нею величезні володіння Гогенштауфенів. За короткий час король відновив у державі спокій, законний порядок і припинив розбої на дорогах. Завдяки цьому ожила торгівля. Хлібороби повернулися на свої поля, і незабаром багатий урожай здолав голод.

### Коронація імператором
1209 року Оттон вирушив до Італії на коронацію. Жителі Мілана зустріли його з оливковими гілками в руках і з піснями на його честь. Так само привітали його й в інших італійських містах на шляху до Рима.
4 жовтня папа Інокентій III коронував Оттона в соборі Святого Петра імператорською короною. Але незабаром згода між папою й імператором переросла у сварку. Оттон зажадав присяги на вірність від маркграфства Тосканського, хоча колись обіцяв віддати ці землі папі. Точно так само він прийняв ленну присягу від архієпископа Равеннського й навіть префекта Рима.
Герцогство Сполето, на яке розраховував папа, він передав графу Ачеррському Дипольду. Інокентій III був дуже роздратований всім цим, але не показував поки свого гніву, вичікуючи зручного моменту для удару. У 1210 році Оттон вдерся до Апулії. Метою його було завоювання всієї південної Італії й приєднання до своїх володінь Сицилійського королівства, де правив маленький Фрідріх Гогенштауфен, онук знаменитого Фрідріха Барбаросси.
Спочатку Оттона супроводжував повний успіх. Капуя відкрила перед ним ворота. Дипольд здав Салерно. Багато вельмож й єпископів зустріли імператора як свого монарха. Він уже готовий був переправитися в Сицилію, але в цей час прийшла звістка, що папа відлучив його від церкви як клятвопорушника. Якщо в Італії це відлучення не справило жодного враження, то в Німеччині відразу підняли голову вороги Вельфів. Восени 1211 року вони зібралися в Нюрнберзі й обрали королем Фрідріха. Оттон швидко вирушив до Німеччини. У березні 1212 року він призначив з'їзд у Франкфурті, де зібралася більшість впливових вельмож, і оголосив своїх супротивників заколотниками. Але після того, як у серпні в Німеччину приїхав Фрідріх, ситуація змінилася. Вся південна Німеччина негайно перейшла на сторону Гогенштауфенів. Оттону зберегли вірність тільки нижньорейнські князі й васали його родових маєтків. З могутніх князів на його стороні залишився лише герцог Брабантський, але Оттон не падав духом.
У 1214 році, зібравши велику армію, він пішов на французького короля Філіпа II, який був наймогутнішим союзником Фрідріха. Однак у битві при Бувині в липні місяці того ж року Оттонове військо було розбите. Чимало воїнів імператора загинуло, інші потрапили в полон.
Імперський прапор також опинився у руках ворога. Коли Оттон повернувся до Кельна, справи його були ще гірші. Цілий рік він провів у цьому місті, не маючи сил і війська, аби йти проти Фрідріха. При цьому йому доводилося позичати гроші навіть на свої домашні витрати.
У листопаді Фрідріху скорився герцог Брабантський. Гогенштауфен пішов на Брауншвейг. Оттон повинен був їхати на захист своїх родових маєтків, але у листопаді 1215 року на Латеранському соборі папа Інокентій остаточно проголосив про позбавлення імператора влади. Три роки Оттон провів у Брауншвейзі, роблячи спроби утримати свою владу, але марно. Навесні 1218 року він занедужав на дизентерію і 10 травня цього ж року помер від неї. Перед смертю Оттон побажав примиритися із церквою: він приніс покаяння у своїх гріхах проти папи, і з нього було зняте відлучення.